# Роллет, Герман
Герман Роллет (нем. Hermann Rollet; 20 августа 1819, Баден, Нижняя Австрия—30 мая 1904, там же) — австрийский поэт. Участник движения «Юная Австрия».

## Биография
Герман Роллет родился 20 августа 1819 в состоятельной семье врача и естествоиспытателя Антона Роллетта и приходится дядей физиологу Александру Роллетту. Первые поэтические его произведения: «Frühlingsboten aus Österreich» (1845), «Wanderbuch eines Wiener Poeten» (1846), «Frische Lieder» (1847). Революционному движению 1848 г. посвящены его «Песни борьбы» (нем. «Kampflieder»; 1848). Затем последовали «Dramatische Dichtungen» (1851), «Jucunde» (1853), «Heldenbilder und Sagen» (1854), «Oftenbarungen» (1869), «Erzählende Dichtunger» (1872), «Märchengeschichte aus dem Leben» (1894). Искусствоведческие труды Роллета: «Die drei Meister der Gemmoglyptik: Antonio, Giovanni und Luigi Pichler» (1874), «Die Goethe-Bildnisse» (1881) и отдел «Glyptik» в «Bucher’s Geschichte der technischen Künste» (1883).